# 邊緣追緝令
《邊緣追緝令》（英語：Water's Edge）是一部2003年美国電視影片，由哈维·卡恩（Harvey Kahn）执导。

## 劇情
罗伯特（内森·菲利安饰）是一位充满激情的作家，他和妻子莫莉为了寻找宁静，离开城市来到里兹维尔一个小乡村定居。这对父母为女儿的死而悲痛，到这里后以为他们已经找到了平静，不料有一天罗伯特在森林中央撞见警长试图谋杀一名年轻女子，让他大吃一惊。罗伯特惊慌失措，犯下了无法挽回的罪行……